# A Timely Repentance
A Timely Repentance è un cortometraggio muto del 1912 diretto da William H. Clifford.

## Produzione
Il film fu prodotto da Carl Laemmle per l'Independent Moving Pictures Co. of America (IMP). Una moglie (interpretata da Lucille Young) scappata di casa, a causa di una guasto dell'auto usata per la fuga, si reca al cinema dove vede un film che la riporterà a più miti consigli e al ritorno tra le braccia del marito. L'attrice che interpreta il film in sala era Mary Pickford e la pellicola, che era presentata come The Wife's Desertion, in realtà era The Dream, una precedente produzione del 1911 della IMP che usò quel film per sfruttare la popolarità acquisita dalla Pickford.

## Distribuzione
Distribuito dall'Universal Film Manufacturing Company, il film - un cortometraggio di una bobina - uscì nelle sale cinematografiche statunitensi l'11 marzo 1912.
Copia della pellicola si trova conservata negli archivi della Library of Congress.